# Peugeot Type 20 e 29
Le Type 20 e 29 erano due modelli di autovettura prodotti tra il 1897 e il 1900 dalla Casa automobilistica francese Peugeot.

## Profilo

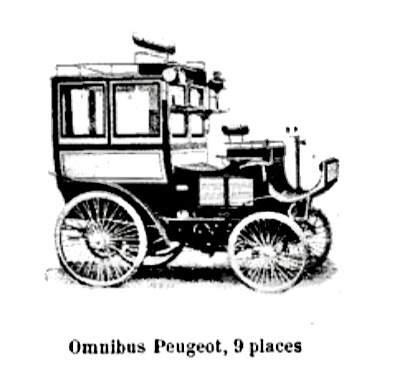
Peugeot Type 29

Erano due vetture atte al trasporto di numerose persone, delle specie di antenate comuni alle odierne monovolume e autobus. In effetti, allora erano catalogate con il nome di minibus, cioè come vetture di dimensioni ridotte, ma in grado di trasportare un numero relativamente alto di passeggeri.

La prima a essere lanciata fu la Type 20, una vettura di soli 2.7 metri di lunghezza, cioè all'incirca come una Smart Fortwo seconda serie di ben 110 anni dopo, ma in grado di trasportare la bellezza di 8 passeggeri, incluso il conducente.

A partire dal 1899 le fu affiancata la Type 29, la quale, grazie alle dimensioni più generose (3.30 metri di lunghezza) ottenute tramite un considerevole aumento del passo (da 1.65 a 2.3 metri), riuscì a dare spazio per ben 10 occupanti in totale. Entrambe le vetture furono tolte di produzione dopo essere state prodotte in un numero limitato di esemplari: 14 per la Type 20 e solo 5 per la Type 29.